# MMA Club

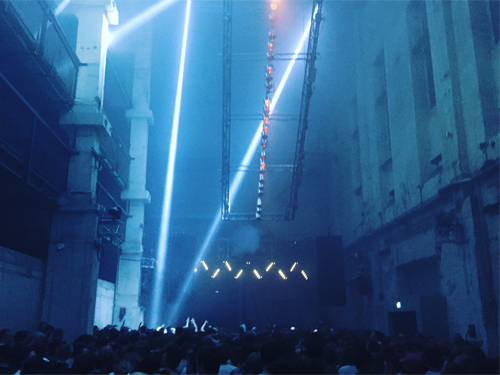
Rave in der Kesselhalle des MMA

Der MMA Club (Mixed Munich Arts) war ein international bekannter Techno-Club im Münchner Stadtbezirk Maxvorstadt.

## Geschichte und Veranstaltungsort
Der im Sprachgebrauch meist nur kurz als MMA bezeichnete Club befand sich wie bereits der ebenfalls in München ansässige ehemalige Techno-Club KW – Das Heizkraftwerk (1996–2003) und das Berliner Berghain (seit 2004) in einem stillgelegten und entkernten Heizkraftwerk. Das zentrale Heizkraftwerk an der Katharina-von-Bora-Straße wurde einst als Teil der Zentrale des sogenannten „Parteiviertels“ der NSDAP zwischen 1933 und 1937 errichtet und versorgte über ein unterirdisches Gängesystem den ehemaligen Führerbau und heutigen Sitz der Hochschule für Musik und Theater München. Nach dem Krieg übernahm das bayrische Finanzministerium alle Nazi-Bauten, die Zentrale wurde an die Stadtwerke verkauft. Ab 2006 stand das Heizkraftwerk leer und wurde im Jahr 2013 aufwändig entkernt, wobei allein in der Kesselhalle 300 Tonnen Stahl entfernt wurden. Bereits die Eröffnung des Techno-Clubs im März 2014 stieß auf hohe mediale Aufmerksamkeit, unter anderem berichteten der Focus, die Süddeutsche Zeitung und die Bild Zeitung. Die vom Focus als „beeindruckende Kathedrale der Energie“ bezeichnete Kesselhalle, deren Decke 21 Meter hoch ist, bietet dem Mainfloor des MMA 450 Quadratmeter bzw. 10.000 Kubikmeter Platz. Daneben gab es in den Kellerräumen der ehemaligen Wagenhalle der Zentrale einen kleineren „Musik-Club im Club“, der als Gegenpol zur großen Halle wirken sollte, einen 10 Meter hohen Projektraum für audiovisuelle Inszenierungen von Künstlern, sowie mehrere Galerien mit weiteren 250 Quadratmetern Ausstellungs- und Veranstaltungsfläche, was dem Clubgebäude insgesamt labyrinthartige Züge verlieh. Der Großteil des Clubs befand sich etwa 10 Meter unter der Erde. Von auftretenden Techno-Künstlern wurde das gewaltige Bauwerk wegen seiner „rauhen, alten, dunklen und energiereichen“ Atmosphäre geschätzt. Das Online-Magazin für elektronische Musik und Clubkultur Thump verglich den industriellen Fabrikstil des MMA mit dem legendären alten Tresor Club (1991–2005) in Berlin.

### Proteste und Aktionen gegen die Schließung des MMA 2019

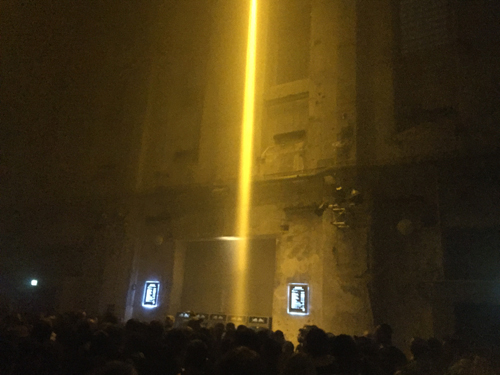
Eine der Bars im MMA

Ende Januar 2019 berichteten zahlreiche Medien, dass das MMA von der Schließung bedroht sei. Die Stadtwerke würden planen, das Heizkraftwerk aus den 1930er Jahren noch im Sommer 2019 abzureißen und auf dem Gelände 85 Wohnungen und Werkswohnungen zu errichten. 50 bis 80 Mitarbeiter des MMA und zahlreiche auf dem Gelände ausstellende Künstler waren von dem Wegfall des Kulturstandortes bedroht. Mehrere Initiativen und Medien riefen die Musik- und Kulturszene zum Widerstand gegen die Entscheidung auf. Unter anderem riefen die Betreiber dazu auf, mit dem Hashtag #SaveMMA auf die drohende Schließung aufmerksam zu machen. Eine von Gästen des MMA ins Leben gerufene und an den Münchner Stadtrat gerichtete Online-Petition forderte die Erhaltung des international bekannten und für München einmaligen Kulturstandorts. Laut den Initiatoren der Online-Petition benötige München derartige Flächen für die freie Kunst- und Kulturszene mehr als jede andere Stadt, und Kunst und Kultur dürften dabei nicht gegen Wohnungen ausgespielt werden. Die Petition gegen die Schließung des MMA wurde von mehr als 11.000 Unterstützern aus 34 Ländern unterzeichnet. Die im Heizkraftwerk ebenfalls beheimatete und von der Schließung betroffene Künstlergemeinschaft von 30 Leuten organisierte im Juli 2019 einen Protestzug gegen ihre Verdrängung, viele der Künstler verließen nach der Schließung des Geländes aufgrund des Platzmangels für Kunstschaffende München.

## DJs und Musik
Im MMA spielten fast ausschließlich international bekannte DJs und Live-Acts, wie beispielsweise Richie Hawtin, Adam Beyer, Ben Sims, Terence Fixmer, Len Faki, Ben Klock, Marcel Dettmann, Anthony Rother, Gregor Tresher, Alan Fitzpatrick, Nina Kraviz, Charlotte de Witte, Amelie Lens, Extrawelt, Maceo Plex und Johannes Heil. Residents waren unter anderem Javier Bähr, Svar, Essika, Paul and The Hungry Wolf und Marcella. Durch das ähnliche Line-up wurde das MMA oft als „Berghain des Südens“ bezeichnet und mit diesem Club verglichen. Clubnächte in der Halle dauerten offiziell meist bis 10 morgens, einzelne Veranstaltungen konnten aber auch bis zu 48 Stunden andauern.

## Konzept der Mixed Arts
Das Mixed Munich Arts war jedoch nicht nur Techno-Club, sondern sollte entsprechend dem gewählten Namensmotto (zu deutsch etwa „Gemischte Künste“) elektronische Musik und avantgardistische Kunst zusammenbringen. Die Betreiber selbst formulierten es wie folgt: „Streichquartette treffen auf Graffiti, Foto-Vernissagen auf interaktive Performances, Videokünstler auf Techno-DJs“. So fanden neben Techno-Clubnächten im MMA auch Theateraufführungen statt, Konzerte, Kunstausstellungen, Graffiti-Ausstellungen und Münchens erster Streetfood-Markt, oder auch „Christkindlmärkte für HipHop-Fans“.

## Unterprojekte

### Bora Beach
Seit 2017 betrieb das MMA zudem eine Strandbar auf der Münchner Praterinsel, in der minimalistischer Elektro für Erwachsene gespielt, neben Cocktails und veganem Essen aber auch Sandspielzeug für Kinder angeboten wurde. Die Musik orientierte sich dabei vom Anspruch her am Techno-Club, aber fiel entsprechend der familienfreundlichen Ausrichtung des Ortes entspannter aus.

### Electric Elephant
Zm MMA Club gehörte seit 2017 das ebenfalls im Heizkraftwerk beheimatete Restaurant Electric Elephant, das vorwiegend indische Küche anbot. Das Restaurant war minimalistisch gehalten und beinhaltete auch eine Außenterrasse mit Loungebereich. Bereits früher kooperierte hier das MMA mit einem italienischen Restaurant.

## Rezeption
Der MMA Club war regelmäßig Gegenstand der Berichterstattung in überregionalen und internationalen Tageszeitungen, Nachrichtenmagazinen sowie Fachmagazinen für elektronische Musik und Clubkultur. Der britische Guardian beschrieb den Club als „gewaltigen Techno-Tempel, der es mit jedem Club in Berlin aufnimmt“. Bereits in seinem Eröffnungsjahr wurde der Club zu den besten neuen Clubs Europas gezählt. Seitdem wurde das MMA zu den besten Clubs in Deutschland und auch zu den "besten Clubs der Welt" gezählt. Im Resident Advisor Ranking wurde das MMA als einer der populärsten Clubs Münchens bewertet (Platz 3, Stand: August 2017).

## Auszeichnungen
Bei den Munich Nightlife Awards 2016 gewann der MMA Club den 1. Platz in der Kategorie Musik sowie den 2. Platz in der Kategorie Booking. Auch im Jahr 2017 konnte der Club diese beiden Plätze verteidigen.